# Germoe
Germoe é um vilarejo e uma paróquia civil no distrito Kerrier, no condado de Cornwall, na Inglaterra. Situado a meio caminho entre Helston e Penzance.